# Temporada da NBA de 1966–67
A temporada da NBA de 1966-67 foi a 21ª temporada da National Basketball Association.  A temporada teve como vencedora a equipa dos Philadelphia 76ers, que bateu os San Francisco Warriors por 4 jogos a 2.

## Ocorrências
- Os Chicago Bulls começam a sua participação: a NBA expande-se para 10 equipas.
- A NBA expande a sua época regular de 80 jogos por equipa para 81 jogos por equipa.
- O NBA All-Star Game foi jogado no Cow Palace, em São Francisco, Califórnia. A equipa de Oeste venceu a equipa de Leste por 135-120. Rick Barry venceu o prémio de MVP do jogo All-Star.

## Resultados finais

### Divisão Leste
| Equipa               | V  | D  | PCT. | JA |
| -------------------- | -- | -- | ---- | -- |
| Philadelphia 76ers C | 68 | 13 | .840 | -  |
| Boston Celtics       | 60 | 21 | .741 | 8  |
| Cincinnati Royals    | 39 | 42 | .481 | 29 |
| New York Knicks      | 36 | 45 | .444 | 32 |
| Baltimore Bullets    | 20 | 61 | .247 | 48 |

### Divisão Oeste
| Equipa                 | V  | D  | PCT. | JA |
| ---------------------- | -- | -- | ---- | -- |
| San Francisco Warriors | 44 | 37 | .543 | -  |
| St. Louis Hawks        | 39 | 42 | .481 | 5  |
| Los Angeles Lakers     | 36 | 45 | .444 | 8  |
| Chicago Bulls          | 33 | 48 | .407 | 11 |
| Detroit Pistons        | 30 | 51 | .370 | 14 |

C - Campeões da NBA

## Prémios NBA
- Jogador Mais Valioso (MVP): Wilt Chamberlain, Philadelphia 76ers
- Rookie do Ano: Dave Bing, Detroit Pistons
- Treinador do Ano: Johnny Kerr, Chicago Bulls
- Equipa ideal:
  - Wilt Chamberlain, Philadelphia 76ers
  - Oscar Robertson, Cincinnati Royals
  - Jerry West, Los Angeles Lakers
  - Elgin Baylor, Los Angeles Lakers
  - Rick Barry, San Francisco Warriors
- Eqipa ideal de rookies:
  - Jack Marin, Baltimore Bullets
  - Dave Bing, Detroit Pistons
  - Erwin Mueller, Chicago Bulls
  - Lou Hudson, St. Louis Hawks
  - Cazzie Russell, New York Knicks

 
|}